# Mevlüde Genç

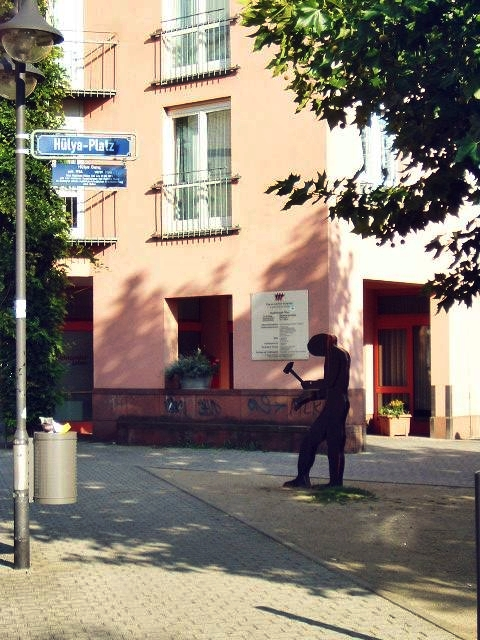
Der Hülyaplatz in Frankfurt-Bockenheim zur Erinnerung an eine Enkelin von Mevlüde Genç. Die Statue stellt in Anlehnung an den Hammering Man einen Menschen dar, der ein Hakenkreuz zerschlägt (Foto: 2004)

Mevlüde Genç (geboren am 5. Februar 1943 in Amasya, Türkei; gestorben am 30. Oktober 2022 in Solingen) war eine deutsche Friedensbotschafterin für gesellschaftliche Versöhnung und ziviles Engagement, für das sie zahlreiche Preise erhielt. Beim Brandanschlag von Solingen 1993 verlor sie zwei Töchter, zwei Enkelinnen und eine Nichte.

## Biografie
Mevlüde Genç verließ 1973 mit 30 Jahren ihren Herkunftsort Mercimek in der türkischen Provinz Amasya. Ihr Mann Durmuş Genç kam 1970 nach Deutschland, war dort Akkordarbeiter und lebte in einem Wohnheim. Drei Jahre später folgte ihm Mevlüde Genç, vier ihrer Kinder blieben zunächst in der Türkei, in Solingen bekamen sie drei weitere Kinder.
In der Nacht zum 29. Mai 1993 wurden zwei Töchter, eine Nichte und zwei Enkelinnen von Genç durch einen rassistischen Brandanschlag auf das Haus der Familie in Solingen von Neonazis ermordet. 17 weiteren Menschen wurden zum Teil bleibende Verletzungen zugefügt; darunter Gençs 15-jährigem Sohn, der schwer verletzt und traumatisiert überlebte, nachdem 36 Prozent seiner Haut verbrannt und seine Knochen, durch einen panischen Sprung aus dem Fenster, um den Flammen zu entgehen, gebrochen waren. Der Brand im Haus an der Unteren Wernerstraße 81 war laut Polizeibericht um 1:38 Uhr ausgebrochen. Mevlüde Genç, damals 50-jährig, konnte sich, nachdem sie erfolglos versucht hatte, das Feuer mit Wassereimern zu bekämpfen, durch einen Sprung aus einem Fenster des brennenden Hauses retten. Die Hilferufe ihrer noch im Haus befindlichen Verwandten hörend alarmierte sie unverzüglich einen Nachbarn. Fünf Minuten später traf die Feuerwehr ein.
Im anschließenden Gerichtsprozess, der 127 Verhandlungstage dauerte und vor dem Staatsschutzsenat des Oberlandesgerichts Düsseldorf verhandelt wurde, sagte Mevlüde Genç, das Oberhaupt der Familie, am 41. Prozesstag als Zeugin aus:

„Obwohl ich fünf Kinder und mein Zuhause verloren habe, bezeuge ich trotzdem Zuneigung. Wir sind alle Brüder. Das lässt sich auch durch Verbrennen und Kaputtmachen nicht verhindern.“

„Ich lebe in Deutschland, also will ich Deutsche sein“, begründete Genç ihren Schritt, nach der rechtsextremistisch motivierten Tat 1995 die deutsche Staatsbürgerschaft anzunehmen.
Mevlüde Genç starb am 30. Oktober 2022 im Alter von 79 Jahren. Sie ist in Mercimek u. a. neben ihren in Solingen ermordeten Verwandten begraben.
Zu den vielen Würdigern von Gençs Lebensleistung zählen der türkische Staatspräsident Recep Tayyip Erdoğan, der zu ihren Ehren eine Rede hielt, in der er sie als „Symbol für den Kampf gegen antitürkischen und antimuslimischen Hass in Europa“ bezeichnete, und NRW-Ministerpräsident Hendrik Wüst, der sie ein „großes Vorbild der Versöhnung“ nannte. Cem Özdemir zeigte sich auf Twitter „tieftraurig“ über den Tod seines „große[n] Vorbild[s]“ und der Solinger Oberbürgermeister Tim Kurzbach betonte, die Stadt Solingen werde ihr Vermächtnis bewahren.

## Ehrungen und Auszeichnungen

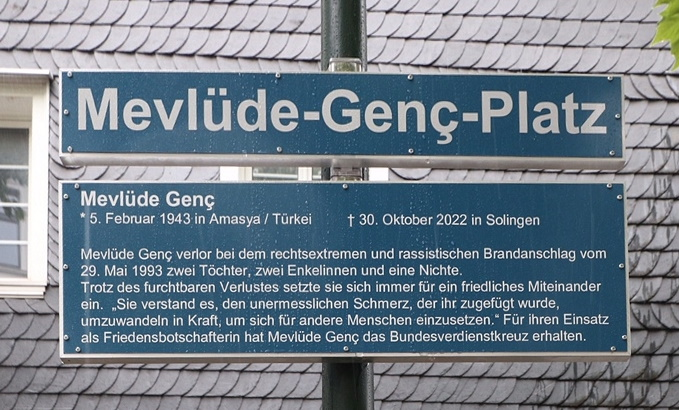
Straßenschild des im Mai 2023 benannten Mevlüde-Genç-Platzes in Solingen (2023)

In den Jahren nach dem rechtsextremen Mordanschlag auf ihre Familie rief sie immer wieder zur Versöhnung auf und erhielt für ihr zivilgesellschaftliches Engagement zahlreiche Auszeichnungen.
Für ihre Bemühungen um eine gesellschaftliche Versöhnung nach dem Anschlag, dem laut taz eine Hetzkampagne der CDU-geführten Bundesregierung gegen Einwanderer und Geflüchtete im Anschluss an den sogenannten „Asylkompromiss“ vorhergegangen war, wurde ihr 1996 das Bundesverdienstkreuz am Bande verliehen.
Im Rahmen der Deutsch-Türkischen Kulturwochen der Friedrich-Ebert-Stiftung wurde sie 2003 mit dem Freundschaftspreis ausgezeichnet. In der Begründung der Jury hieß es:

„… trotz allem die Treue gehalten und kämpft seither gegen Rassismus. Sie gründete u. a. einen Kindergarten und unterstützt vor allem das Bewusstsein, das bereits bei kleinen Kindern von Anfang an geschult werden sollte – nämlich dass Rassismus in Deutschland keine Chance haben darf. Für dieses Engagement und den Mut, trotz allem weiterzumachen, aufzustehen und etwas zu tun, verleiht die DTF seinen diesjährigen Preis in der Kategorie ‚Solidarität‘ an Mevlüde Genç.“

Im Februar 2012 wurde Genç vom nordrhein-westfälischen Landtag auf Vorschlag der Landtagsfraktion der CDU als Wahlfrau in die 15. Bundesversammlung gewählt, an der sie am 18. März 2012 teilnahm.
2015 wurde sie mit dem Verdienstorden des Landes Nordrhein-Westfalen ausgezeichnet.
Am 28. Mai 2023 wurde ein Platz in der Nähe des Rathauses von Solingen nach ihr benannt. Der Platz trug zuvor den Namen Mercimek-Platz, benannt nach dem Herkunftsdorf der Familie.
2024 wurde Mevlüde Genç im Rahmen des Projekts Frauenorte in die Liste der FrauenOrte NRW aufgenommen und die Errichtung einer Gedenktafel ist geplant.

## Mevlüde-Genç-Medaille
Die Landesregierung des Landes Nordrhein-Westfalen hat am 18. Dezember 2018 für besondere Verdienste um Toleranz, Versöhnung zwischen den Kulturen und um das friedliche Miteinander der Religionen die Mevlüde-Genç-Medaille gestiftet. Die Auszeichnung wird jährlich rund um den Jahrestag des Brandanschlags durch den Ministerpräsidenten an Einzelpersonen oder Gruppen verliehen und ist mit 10.000 Euro dotiert. Der Preis und damit das Preisgeld können geteilt werden. Neben der Medaille in einer Schatulle und dem Preisgeld erhalten die Preisträger eine Urkunde. Die bisherigen Preisträger sind:
- 2019: Duisburger Jugendhilfeträger „Jungs e. V.“[21]
- 2020: Mimoun Berrissoun, Leiter der Initiative „180 Grad Wende“[22]
- 2021: Erika Theißen, Gründerin des „Begegnungs- und Fortbildungszentrums muslimischer Frauen e. V.“[23]
- 2022: Integrationsprojekt „PerMenti“[24]
- 2023: Informations- und Dokumentationszentrum für Antirassismusarbeit in Nordrhein-Westfalen (IDA-NRW)[25]
- 2024: Margot Friedländer, Zeitzeugin und Holocaust-Überlebende[26]
- 2025: Ilkay Gündoğan, weil er seine Stimme gegen Hass, Ausgrenzung und Rassismus erhebt[27]

## Sonstiges
Das Hörfunkinterview Kraft zur Versöhnung. Ein Besuch bei Mevlüde Genc, das Sefa İnci Suvak für den WDR führte, wurde 1995 mit dem Civis-Medienpreis in der Kategorie Information ausgezeichnet.
In Bezug auf die Ermittlungen um die rechtsextreme Mordserie des NSU an Migranten bekundete Genç ihr Vertrauen gegenüber dem deutschen Staat.
In Oldenburg wurde der Mevlüde-Genç-Weg als Ergebnis eines Kooperationsprojektes des Fördervereins internationales Fluchtmuseum e. V., der AG „Schule ohne Rassismus-Schule mit Courage“ der IGS Kreyenbrück (beide Oldenburg) und der Stadt Oldenburg eingeweiht. Ein Schaukasten gibt nähere Auskünfte zum Anschlag in Solingen.
Nach ihrem Tod gründete die Familie Genç den gleichnamigen Verein Mevlüde Genç e. V. mit dem Ziel, die Botschaften der Versöhnung, des Zusammenhalts und des friedlichen Zusammenlebens, für die die Friedensbotschafterin zeitlebens stand, weiter in die Welt zu tragen.

## Verweise
- Mirza Odabaşı: Hört uns zu! Der Anschlag von Solingen in der ARD-Mediathek. Dokumentarfilm (29 Min.), abrufbar bis 22. Mai 2026